# Mirrors (Natalia-Kills-Lied)
Mirrors ist ein Popsong von der britischen Sängerin Natalia Kills. Der Titel wurde von Natalia Kills, Akon, Giorgio Tuinfort, Martin Kierszenbaum geschrieben und von Akon, Tuinfort und Kierszenbaum aka Cherry Cherry Boom Boom produziert. Mirrors erschien auf Natalia Kills Debütalbum Perfectionist und wurde am 10. August 2010 in den USA als erste Single ausgekoppelt.

## Song
Mirrors erschien auf Natalia Kills Debütalbum Perfectionist und wurde am 10. August 2010 in den USA als erste Single ausgekoppelt.
Der Song spielt mit SM-Fantasien, so heißt es: „Mach das Licht aus, zieh die Handschellen fest, heute Nacht werden die Spiegel beschlagen“.
Natalia sang Mirrors und andere Titel aus ihrem Debütalbum auf der „All Hearts“-Tour mit Robyn und Kelis. Im Fernsehen trat sie mit dem Song bei Schlag den Raab auf.

## Kritik
Popjustice lobte das Lied: „ein grandioser Synthesizer-Beat mit einer Synthie-Melodie, welches an Eurythmics’ Sweet Dreams (Are Made of This) erinnert und starke Gitarrenriffe, Mirrors ist ein köstlicher, dunkler Moment des sexy Elektropop für die Newcomerin. "Turning the lights out, tighten the handcuffs / And the mirrors going to fog tonight", Natalia Kills, eine heiße Anführerin, welche die Musik braucht!“.

## Musikvideo
Das Musikvideo wurde Ende September 2010 gedreht und wurde am 29. November 2010 erstmals gezeigt. Man sieht darin die schwarzgekleidete Sängerin vor einem ramponierten, dunklen Spiegel. Kurzerhand macht sich das Spiegelbild selbständig und zieht die Sängerin hinein. Später posiert sie mit einer Axt auf einem Glastisch, einem Metallschädel und in Ketten gefesselt auf dem Boden.

## Chartplatzierungen
| ChartsChartplatzierungen | Höchstplatzierung | Wochen |
| ------------------------ | ----------------- | ------ |
| Deutschland (GfK)        | 10 (21 Wo.)       | 21     |
| Österreich (Ö3)          | 7 (20 Wo.)        | 20     |
| Schweiz (IFPI)           | 52 (6 Wo.)        | 6      |

## Mitwirkende
Die folgenden Personen wirkten an der Entstehung des Lieds Mirrors mit:
| - Songwriting: Natalia Kills, Akon, Giorgio Tuinfort, Martin Kierzenbaum - Gesang: Natalia Kills - Instrumentierung: Natalia Kills, Akon, Giorgio Tuinfort, Cherry Cherry Boom Boom | - Toningenieur: Natalia Kills, Akon, Giorgio Tuinfort, Cherry Cherry Boom Boom - Assistenz: Natalia Kills, Akon, Giorgio Tuinfort, Cherry Cherry Boom Boom - Produktion: Natalia Kills, Akon, Giorgio Tuinfort, Cherry Cherry Boom Boom |